# Bloc erratique

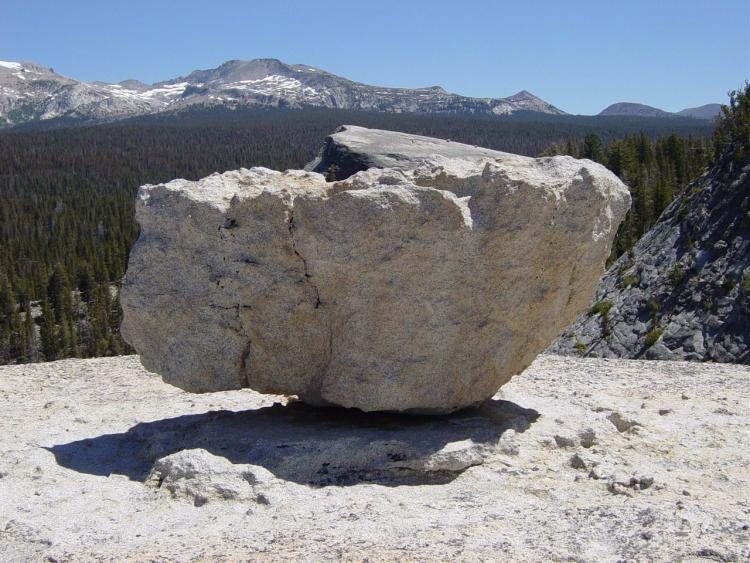
Un bloc erratique aux États-Unis.

Un bloc erratique est, en géologie et en géomorphologie, un fragment de roche d'origine morainique qui a été déplacé par un glacier, parfois sur de grandes distances. Lors de la fonte du glacier, le bloc erratique est laissé sur place.
Louis-Edmond Hamelin désigne le bloc transporté par les glaces de rivière, les glaces marines ou les icebergs, par le terme de bloc glaciel.

## Mise en évidence

### Découverte des blocs erratiques et premières hypothèses
Au XVIIIe siècle, les premiers géologues qui arrivent dans les Alpes suisses et le Jura sont intrigués par d'énormes rochers granitiques de plusieurs tonnes placés au sommet des collines, isolés au milieu des plaines, etc. Ils sont rapidement appelés « blocs erratiques », car on ne sait comment ils sont arrivés là; ils se sont perdus. Horace-Bénédict de Saussure est perplexe : « Les granites ne se forment pas dans la terre comme des truffes, et ne croissent pas comme des sapins sur les roches calcaires ! »
De nombreuses théories et explications voient alors le jour. Jean-Étienne Guettard suppose en 1762 que les blocs erratiques de la plaine d'Europe du Nord sont tout ce qui reste d'une ancienne montagne érodée.
Mais l'origine alpine de ces blocs est rapidement démontrée. Se pose alors la question du transport de ces masses rocheuses. Certains savants, comme Albrecht de Haller, l’expliquent, jusqu’au milieu du XVIIIe siècle, par l'ancienne thèse du déluge (théorie diluvienne des catastrophistes Cuvier et de Buckland, et de l'école des neptunistes). Dans un même ordre d’idées, Horace-Bénédict de Saussure, qui parcourt les Alpes depuis 1758, imagine un transport par d'énormes crues provoquées par la rupture de lacs ou de la fonte brutale des glaciers par des gaz chauds. Leopold von Buch calcule même la force nécessaire pour que ces blocs soient charriés par-dessus le Jura  et il voit dans le tragique accident du glacier du Giétro une confirmation de ses vues.
Johann Gottfried Ebel, quant à lui, songe lui aussi à des inondations périodiques, mais dues à l’océan : le soulèvement des Alpes aurait été si brutal que la mer aurait charrié les blocs erratiques en se retirant. En 1778, Jean André Deluc émet l'hypothèse d'explosions souterraines dues à des poches d'air qui expulseraient des blocs sur des kilomètres. Mais de Saussure juge cette idée farfelue : il n'y a aucun exemple de ces explosions et les blocs se pulvériseraient en s'écrasant au sol.
Léonce Élie de Beaumont intègre diverses théories. La terre, en se refroidissant aurait diminué brutalement de diamètre et, en rétrécissant, des failles se seraient produites entre la croûte terrestre et le magma interne, failles dans lesquelles se serait engouffrée la mer, produisant des cataclysmes à l’origine du soulèvement des montagnes, et par conséquent des inondations énormes.
Les uniformitaristes, en partant des observations sur les banquises, pensent que les blocs erratiques auraient été déposés par la banquise ou les icebergs en train de fondre lorsque la mer recouvrait la région (« flot glaciaire progressif » en provenance des montagnes).
Toutes ces théories ont leurs avantages, leurs défauts, leurs défenseurs et leurs détracteurs mais aucune ne fait unanimité.

### L'origine glaciaire

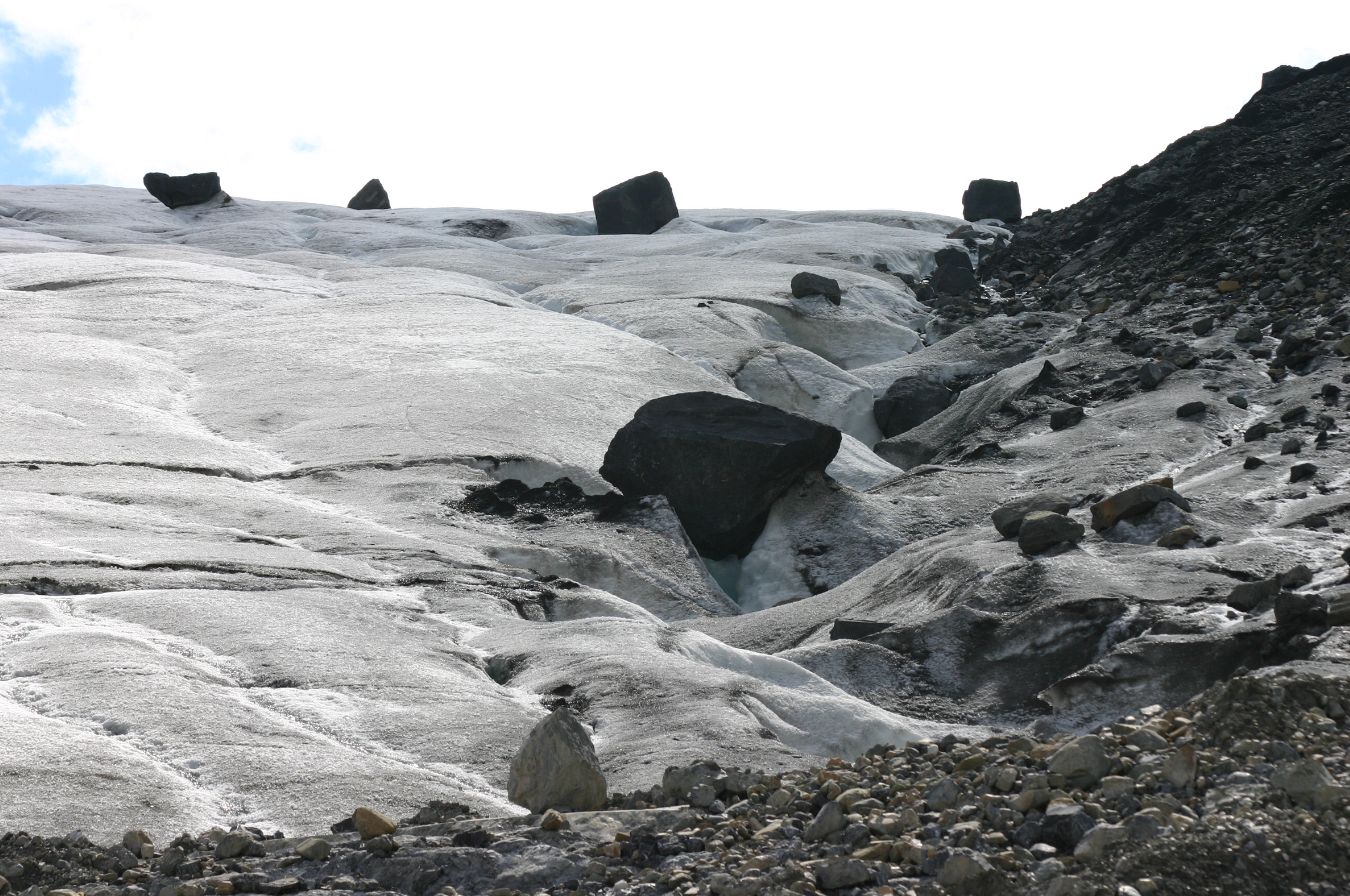
Blocs erratiques sur le glacier Athabasca (parc national de Jasper, Canada).

Une autre piste est ainsi explorée : les glaciers. En effet, à cette époque, les glaciers sont en pleine crue à cause de ce que l'on appellera plus tard le Petit âge glaciaire. Cette progression inquiète les autorités helvétiques, qui craignent la destruction de certains villages par les glaces.
Dès 1742, Pierre Martel (1701-1767), ingénieur et géographe vivant à Genève, parcourt le massif du Mont-Blanc et rédige un guide de voyage dans les Alpes. À ce propos, il parle de blocs rocheux qui, selon les habitants de la région, auraient été transportés jusqu’en plaine par le glacier du Bois. Ces montagnards auraient ainsi été les premiers à établir un lien entre les glaciers et les blocs erratiques.
Des savants britanniques s'emparent également de la question, notamment James Hutton qui en 1795 explique le déplacement des blocs erratiques par le mouvement des glaces. Son hypothèse est reprise par John Playfair.
Le professeur Marc-Auguste Pictet publie en 1816 dans la Bibliothèque de Genève les résultats de ses observations sur les flux glaciaires, tandis qu’à la même époque, en 1815, Jean de Charpentier rencontre en Valais, dans le Val de Bagnes, Jean-Pierre Perraudin, un paysan, charpentier et chasseur de Lourtier, qui explique par le mouvement glaciaire le fait que des rochers alpins soient déposés en plaine, aux environs de Martigny. De Charpentier, initialement, est hostile à cette opinion, mais est finalement convaincu par les observations de l’ingénieur cantonal du Valais Ignace Venetz, qui a pu constater un lent écoulement des glaciers. Ceux-ci transportent des matériaux pierreux et poussent devant eux un amoncellement de débris (moraines) formant des collines caractéristiques. Et c'est en remarquant ces mêmes collines à plusieurs kilomètres en aval du front actuel des glaciers qu'il en arrive à la conclusion que les blocs erratiques ne sont ni plus ni moins que les traces d'anciennes moraines et que les glaciers ont reculé.
Cette conclusion, toutefois, dérange car, dans la tradition chrétienne, la Terre, depuis sa création, va en refroidissant[réf. nécessaire]. Les glaciers n'ont donc pu être plus étendus qu'aujourd'hui. Pour Venetz, cela ne fait aucun doute : le climat de la Terre oscille entre le chaud et le froid et l'avancée des glaciers indique que l'époque est au refroidissement.
Pour démontrer la véracité de sa théorie, Venetz va encore plus loin. Il se remémore lui aussi une rencontre de 1818 avec Jean-Pierre Perraudin, qui affirmait que les glaciers recouvraient jadis l'ensemble des Alpes comme le prouvaient les roches striées et les blocs erratiques trouvés en altitude. Il se pose alors une question : jusqu'où les glaciers ont-ils avancé? En récoltant des indices en Suisse, il en arrive à la conclusion que tout le plateau suisse était occupé par un glacier.
En 1829, Venetz fait part de ses observations et de ses conclusions à un ami : Jean de Charpentier. Au départ sceptique, ce dernier se laisse persuader. La théorie de Venetz explique une foule de phénomènes :
- l'aspect des blocs erratiques avec leurs arêtes non émoussées (inexplicable dans le cas d'un transport fluvial) ;
- la répartition des blocs dans les vallées : des blocs calcaires sur la droite et des blocs granitiques sur la gauche, une rivière ne peut faire un tel tri contrairement à un glacier ;
- l'absence de stratification ou de triage des matériaux ;
- la trace de petits lacs au creux des anciennes moraines sous la forme de dépôts stratifiés localisés ;
- la formation des roches moutonnées, de leurs stries et leur polissage par les glaces.

Mais l'avancée des glaciers est encore expliquée par un soulèvement important des Alpes qui atteignaient une hauteur plus importante qu'aujourd'hui et qui se seraient tassées.
Le paléontologue Louis Agassiz prend connaissance de la théorie glaciaire et devient un de ses plus fervents défenseurs. De même le biologiste Karl Friedrich Schimper, qui est le premier à utiliser le terme (de)Eiszeit (âge glaciaire) : en 1837, en croisant ses recherches européennes avec celles effectuées en Amérique du Nord, il arrive à la conclusion qu'une partie de l'hémisphère nord s'est retrouvée sous les glaces et parle d'« âge glaciaire ». Agassiz et Roderick Impey Murchison se rendent en 1840 en Écosse et découvrent là-bas des roches striées et des blocs erratiques, signes de l'ancienne présence d'une calotte polaire. William Buckland est alors convaincu de la théorie d'Agassiz mais le monde scientifique reste encore divisé. Agassiz publie ses Études sur les glaciers en 1840, précédant de peu l'Essai sur les glaciers (1841) de Charpentier, et gagnant ainsi le prestige de la découverte.
Ce n'est qu'en 1862 que la théorie glaciaire fait l'unanimité : Thomas Jamieson (en) relate la rupture d'un barrage écossais et l'absence totale des phénomènes de stries, de blocs erratiques… qui auraient dû se produire.

## Caractéristiques

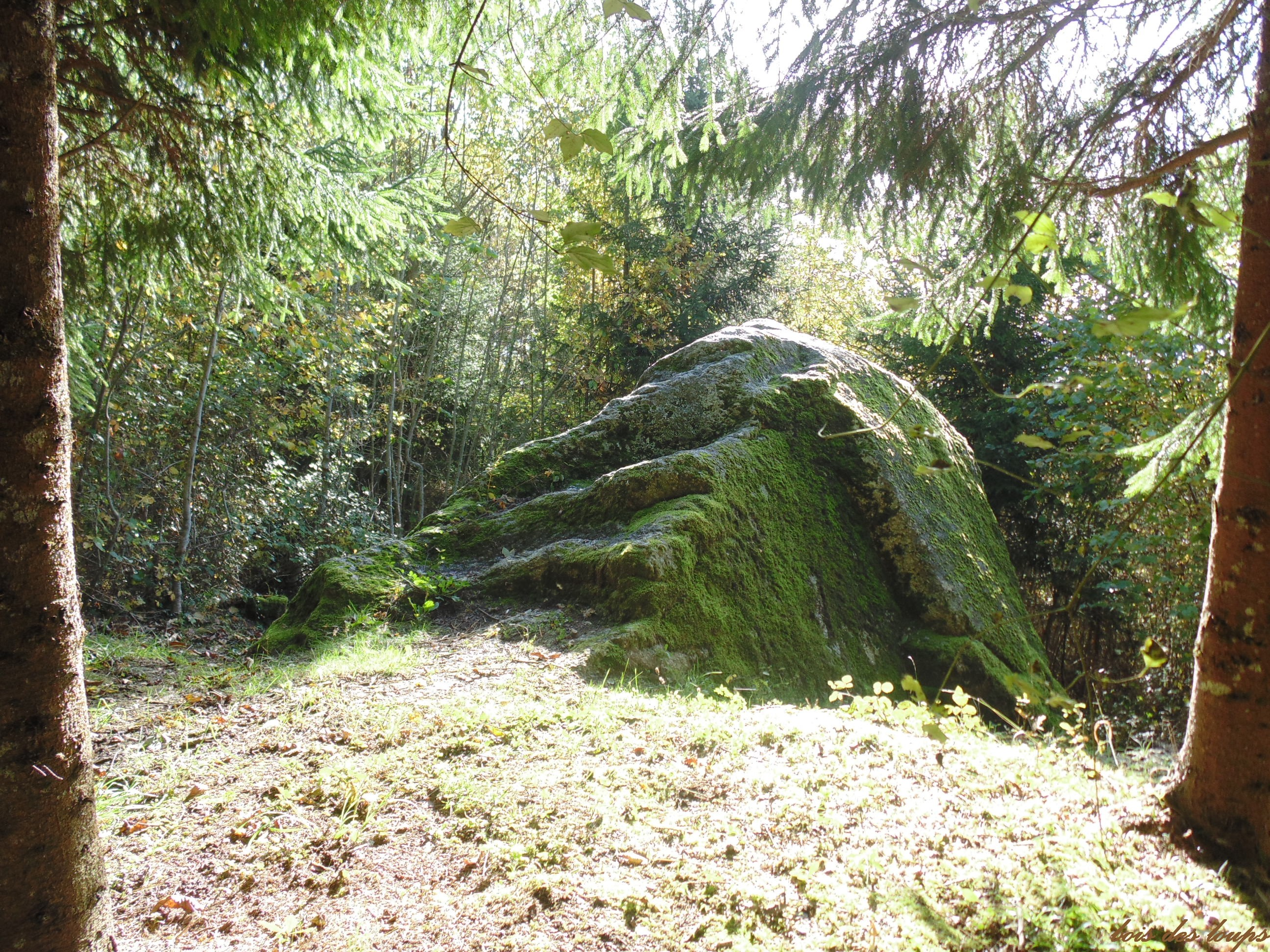
Bloc de Saussure ou de la Follieuse dans les Voirons à Lucinges (Haute-Savoie).
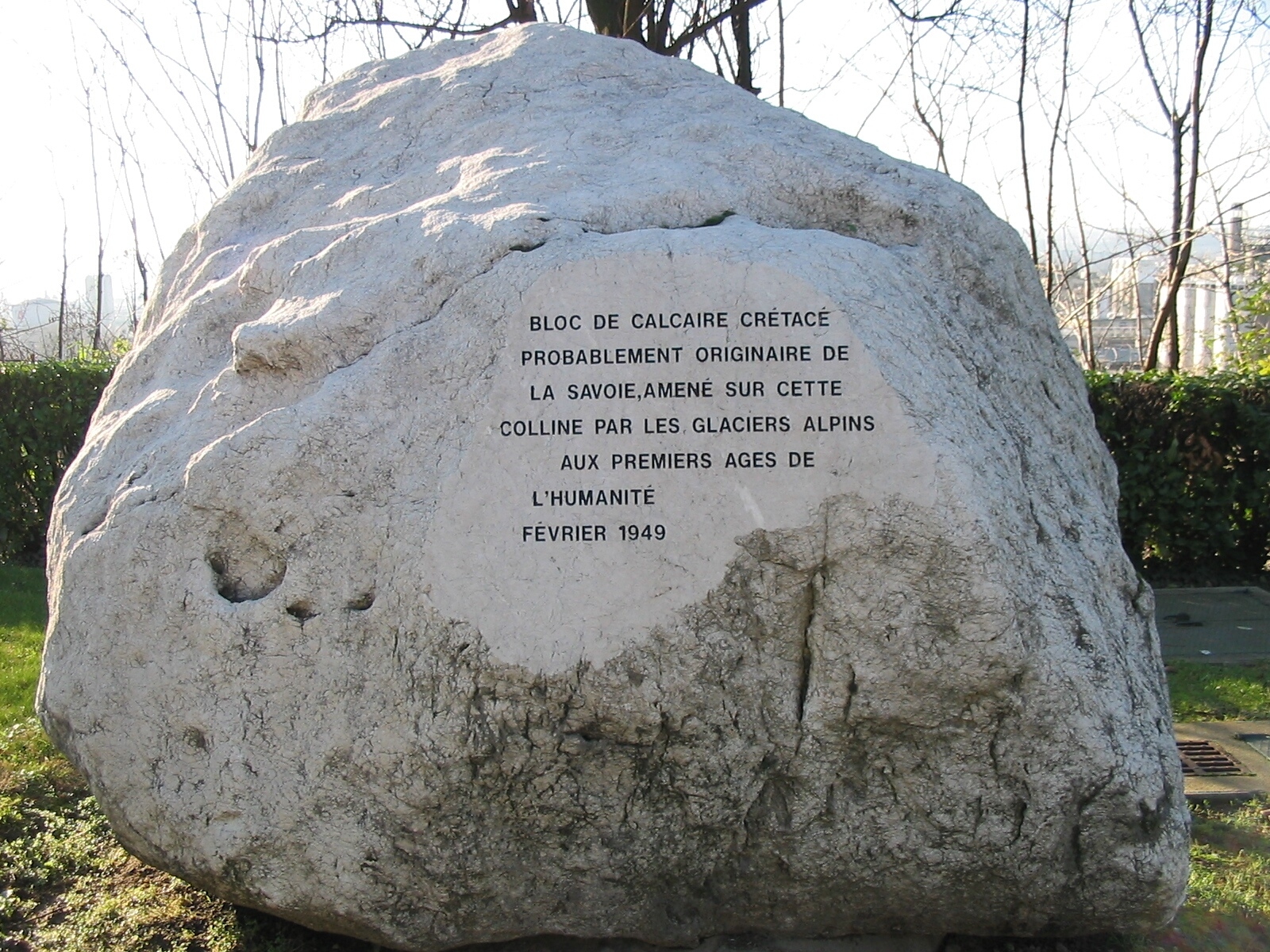
Bloc de calcaire situé sur la commune de Saint-Fons dans le département du Rhône.
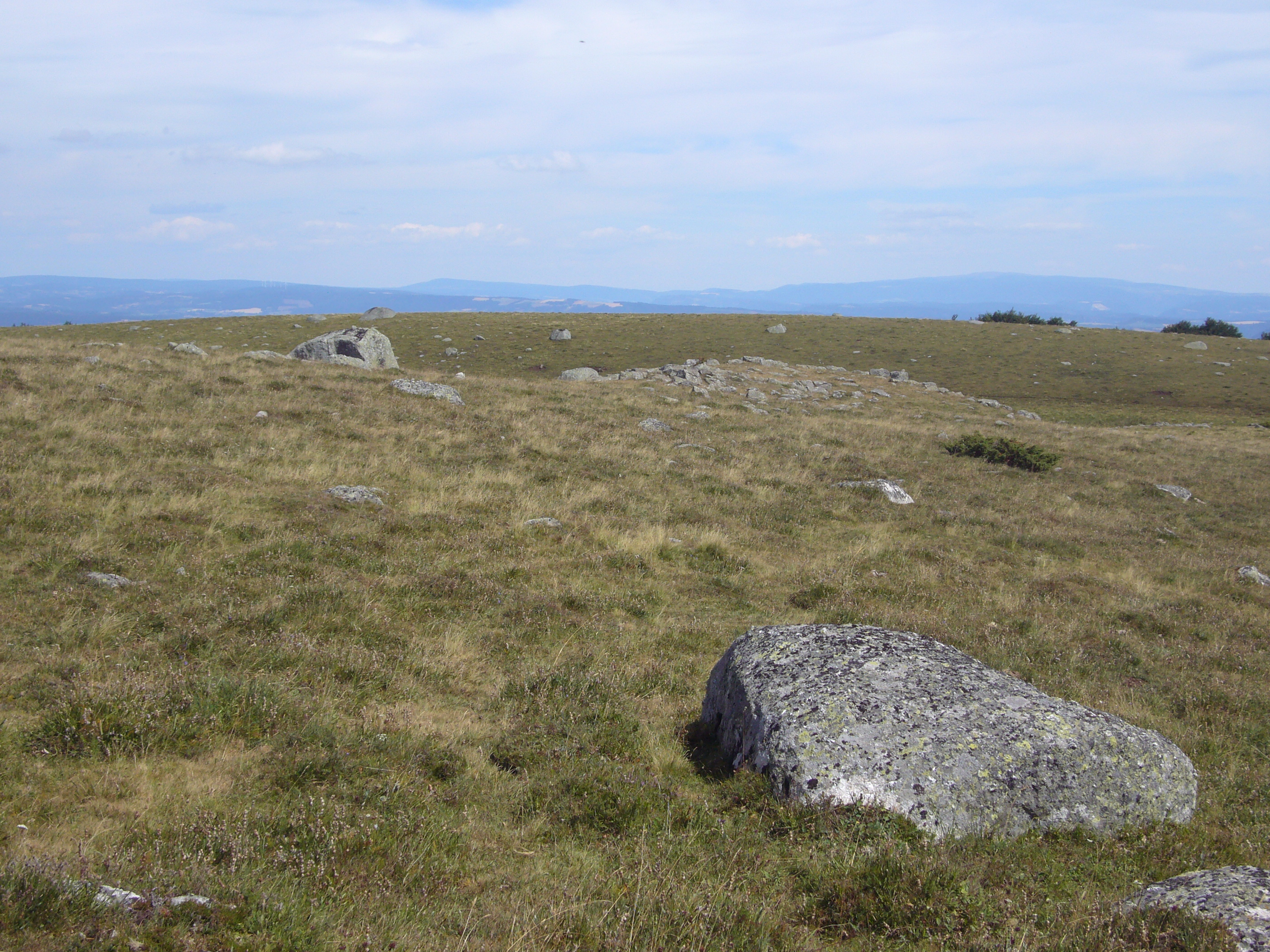
Blocs de granite transportés sur un plateau basaltique dans les monts d'Aubrac (Massif central)
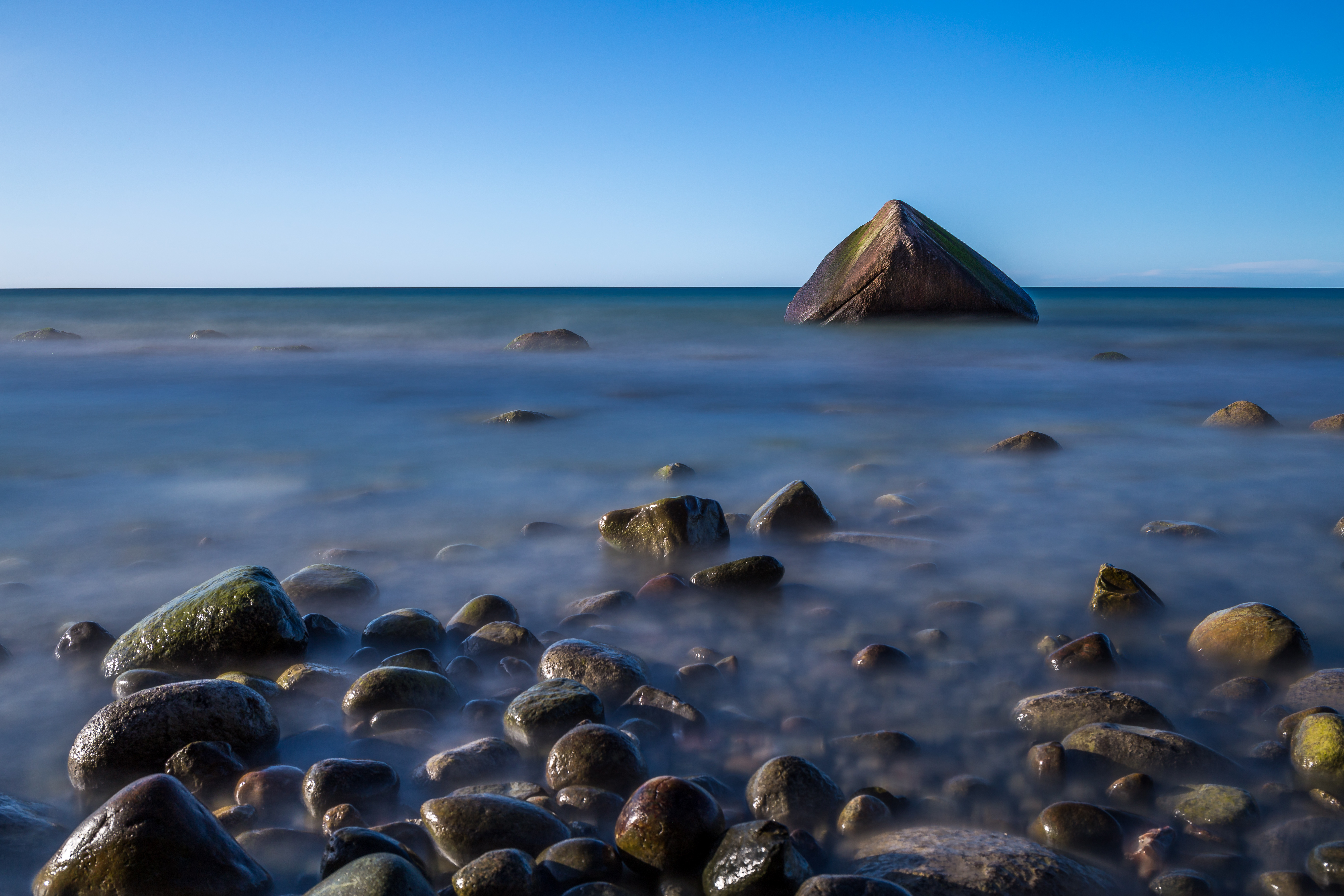
Le Schwanenstein, bloc erratique près de Lohme, île de Rügen, en Allemagne.

Le calibre des matériaux erratiques va des petits cailloux jusqu'aux gros blocs de plusieurs milliers de tonnes (comme c'est le cas, par exemple, des blocs erratiques d'Okotoks, dans la province de l'Alberta au Canada). Mais on réserve le terme de bloc erratique aux fragments rocheux de gros calibres. Les matériaux de plus petits calibres forment quant à eux des moraines, des sandurs, des drumlins…
Les géologues peuvent retrouver le lieu d'origine d'un bloc erratique en effectuant des analyses pétrographiques. On démontre ainsi que des blocs peuvent être transportés sur des milliers de kilomètres.
On retrouve des blocs erratiques partout où il y a eu des glaciers. Il existe des blocs erratiques en Allemagne, à Londres, à Lyon, aux États-Unis, au Canada…
Les géologues s'aident en général des moraines pour reconstituer l'avancée extrême d'un glacier. Mais ces formations, relativement fragiles, disparaissent souvent avec l'érosion. Les blocs erratiques peuvent alors être d'un grand secours car il est rare qu'ils soient déplacés autrement que par un glacier après leur dépôt. Ainsi, le bloc erratique de la colline de la Croix-Rousse à Lyon (le « Gros Caillou ») a permis de prouver que le glacier du Rhône avait franchi le Rhône et la Saône lors de la glaciation de Riss.
Il existe également des blocs erratiques sous-marins : soit parce qu'ils se trouvaient sur la terre ferme lors de leur dépôt et que le niveau des mers a augmenté par la suite, soit parce qu'ils étaient prisonniers d'un iceberg qui les a relâchés en pleine mer lors de sa fonte.

## Divers
Le peintre anglais John Brett (1831-1902) en fait une représentation dans son tableau Le Glacier de Rosenlaui (1857), où il dispose un bloc de granite, de gneiss et de roche métamorphique, en évidence devant le front du glacier.
Le Professeur Nérée Boubée (1806-1862), notamment spécialiste naturaliste et géologue expose une théorie des « déluges d'origine cométaire » dans son ouvrage de 1833 intitulé Géologie élémentaire à la portée de tout le monde. Il tente ainsi d'expliquer l'existence des blocs erratiques par le fait de cataclysmes ayant pour origine la collision d'une comète avec la Terre. D'après lui, l'impact stoppant brutalement la rotation de celle-ci, cela aurait eu pour conséquence le chamboulement général des eaux et des rocs mobiles, aboutissant, entre autres, au déplacement de ces énormes rochers jusqu'à ces emplacements si éloignés de leur masse d'origine.
Les blocs erratiques ont un intérêt particulier pour divers domaines: histoire, géologie, pétrographie, lichénologie, et notamment pour les lichens saxicoles. Une récente étude a permis de mettre en évidence 16 lichens signalés en 2020 pour la première fois dans le canton de Vaud.